# William Richard Motherwell
William Richard Motherwell (6 janvier 1860 – 24 mai 1943) était un homme politique canadien, qui fut élu à la fois à l'Assemblée législative de la Saskatchewan et au Parlement Canadien à de nombreuses reprises, après avoir défendu les intérêts des cultivateurs de céréales au tout début du siècle. Il a servi comme ministre de l'agriculture, pour chacun des deux niveaux de gouvernement au cours de sa carrière.

## Biographie
Né à Perth en Ontario, Motherwell a étudié à l'Ontario Agricultural College, dont il est sorti diplômé en 1881 et a ensuite travaillé l'été en Portage la Prairie, Manitoba. L'année suivante, il revient vers les prairies se joindre à des colons qui ont voyagé par le train jusqu'à Brandon, au Manitoba, puis en charrette de la rivière rouge au-delà de la zone de Abernethy, dans la Saskatchewan, où il s'installe et construit la Motherwell Homestead. En 1901, il a cofondé et est devenu président de la Territoriale Grain Growers' Association. Il sera ensuite député de la nouvelle province de la Saskatchewan, de 1905 à 1918, puis ministre de l'agriculture de la Saskatchewan à partir de 1906-1917. Sa démission de la législature de la provinces'est effectué en signe de protestation contre le Parti libéral provincial lors de la Crise de la conscription (1917) et de la réduction des droits de la  langue française.
Il a été en 1919 candidat pour le Parti libéral du Canada] à la Chambre des communes du Canada dans la circonscription fédérale d'Assiniboia (ancienne circonscription fédérale), dans  la Saskatchewan lors d'une Élection partielle.
Bien que vaincu, il a été élu dans la circonscription de Regina (ancienne circonscription fédérale) lors des Élections fédérales canadiennes de 1921 puis réélu lors des Élections fédérales canadiennes de 1925, et des Élections fédérales canadiennes de 1926, des Élections fédérales canadiennes de 1930 et Élections fédérales canadiennes de 1935 pour la circonscription de Melville (ancienne circonscription fédérale). De 1921 à 1930, il a été Ministre de l'Agriculture et de l'Agroalimentaire (Canada), sauf pour une courte période en 1926.

## Patrimoine
La Motherwell Ferme, près de Abernethy, dans la Saskatchewan a été désigné lieu Historique National du Canada en 1966, et est maintenant exploité comme un musée.
Il y a un fonds d'archives William Richard Motherwell et Catherine Motherwell à Bibliothèque et Archives Canada. 